# Eric Lichaj
Eric Joseph Lichaj (Downers Grove, 17 de novembro de 1988) é uma futebolista norte-americano que atua como zagueiro. Atualmente defende o Fatih Karagümrük e também a Seleção de Futebol dos Estados Unidos. 

## Carreira
Lichaj integrou a Seleção Estadunidense de Futebol na Copa Ouro da CONCACAF de 2017.

## Títulos
Seleção Estadunidense
- Copa Ouro da CONCACAF de 2017

Hull City
- 3ª Divisão: 2020-21